# Сирко Андрій Володимирович
Андрі́й Володи́мирович Сирко — український військовик, солдат Збройних Сил України, учасник російсько-української війни, що загинув під час російського вторгнення в Україну в 2022 році.

## Життєпис
Андрій Сирко народився 1 лютого 1993 року у селі Стрептів, нині Львівського району, Львівської області. Закінчив загальноосвітню школу в рідному селі. Потім здобув професію у вищому професійному училищі № 71 м. Кам'янка-Бузька. Працював за фахом монтером колії у виробничому підрозділі «Кам'янка-Бузька дистанція колії» регіональної філії «Львівська залізниця» акціонерного товариства «Укрзалізниця». У 2014—2015 роках проходив військову службу в лавах ЗСУ: брав участь в АТО на території Донецької та Луганської областей. З початком повномасштабного російського вторгнення в Україну 24 лютого 2022 року сам добровільно пішов до військкомату для мобілізації до лав Збройних сил України. Загинув 14 березня 2022 року внаслідок бойового зіткнення та масового артилерійського обстрілу поблизу міста Лиман Краматорського району Донецької області. Поминальна панахида відбулася увечері 24 березня 2022 року в храмі Святих Косми і Дам'яна у с. Стрептів. Прощання із загиблим та чин похорону відбулися в обід 25 березня 2022 року в тому ж храмі Святих Косми і Дам'яна у с. Стрептів. Поховали Андрія Сирка на цвинтарі в рідному селі.

## Родина
У загиблого залишилися батьки, бабуся, дружина та син.

## Нагороди
- Орден «За мужність» III ступеня (2022, посмертно) — за особисту мужність і самовіддані дії, виявлені у захисті державного суверенітету та територіальної цілісності України, вірність військовій присязі[5].